# Anna Cibotti Verna
Pour les articles homonymes, voir Verna.
Anna Cibotti Verna, née le 15 avril 1931 à Philadelphie (Pennsylvanie) et morte le 15 juin 2021, est une femme politique américaine, membre du Parti démocrate. 

## Biographie
Anna Cibotti Verna est l'ancienne présidente du conseil municipal de Philadelphie (en) (Philadelphia City Council), poste qu'elle a occupé de 1999 à 2012. Il s'agit de son second mandat à la tête de l'instance législative de la ville. 
Avant d'occuper ce poste, Anna Verna avait déjà assuré six mandats en tant qu'élue de la ville de Philadelphie. Elle représente ainsi le deuxième district du city council depuis 1975, et constitue en outre la première femme présidente du conseil municipal dans l'histoire de la ville.